# Military press

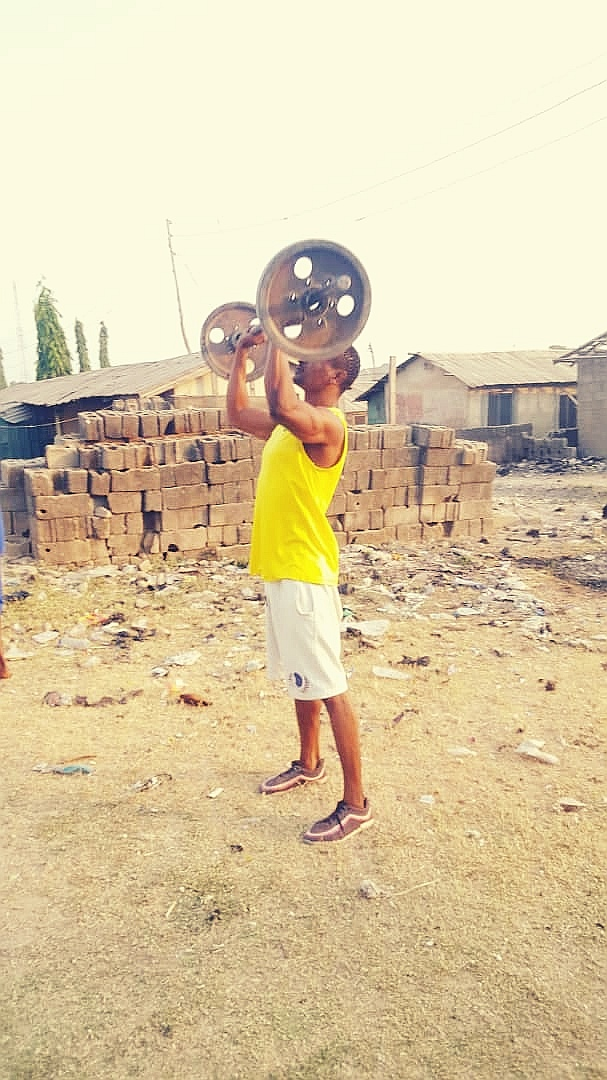
Military press in actie (armen nog niet gestrekt of gedaald), buiten

De Military press is de belangrijkste drukoefening voor (het midden van) de schouderspieren, en is een variatie op de Overhead Press. Bij de Military press is de houding van het bovenlichaam grotendeels rechtop en wordt een lange halter (barbell) vanaf de bovenkant borst voorlangs het gezicht boven het hoofd geheven. Wanneer de halter vanuit de nek wordt geheven heet dit een Neck press, een andere variatie op de Overhead press.

## Meer variaties
De oefening wordt door bodybuilders, door fitnesssers, gewichtheffers, powerlifters en andere sporters gebruikt ter versterking van de schouderspieren, of bij bodybuilding voor hypertrofie (vergroting van de schouderspieren). De oefening kan zowel zittend als staand gedaan worden. Met dumbbells wordt de oefening Shoulder press of Dumbbell press genoemd. Het wereldrecord Dumbbell press met één hand, staat op naam van de Pool Mateusz Kieliszkowski. Hij stootte bij een Sterkste Man-evenement in 2018, een dumbbell uit van 150 kg.
Clean and press is een oefening waarbij men het gewicht van de grond pakt en voorslaat en daarna uitstoot in een Shoulder press waarbij de voeten niet verplaatst worden. Men laat het gewicht weer langzaam zakken. Hiermee traint men ook de onderarmen, benen en in lichtere mate de buikspieren, triceps en onderrug mee.
Bij het professioneel worstelen wordt een techniek die hier erg op lijkt ook wel gebruikt, waarbij de tegenstander boven het hoofd wordt gedrukt en meestal achterlangs weer op de mat wordt gedropt, de Viking Press. De Viking Press is ook een onderdeel bij de Sterkste Man van de Wereld en andere krachtsportevenementen, waarbij men met een toestel, een gewicht zo vaak mogelijk omhoog moet drukken. De Viking Press is al een aantal maal onderwerp van discussie geweest bij de finale van de Sterkste Man van de Wereld, omdat men tussen de reps door een stukje door de knieën mag zakken. Het is voor scheidsrechters moeilijk te zien of men geen misbruik maakt van dit doorzakken, wanneer dit te diep wordt gedaan (dubbel dipping). In 2019 verloor iemand de finale vanwege afgekeurde reps op dit onderdeel. 
In fitnesscentra zijn ook vergelijkbare apparaten aanwezig, meestal met een maximaal gewicht van 80-100 kg. Dit is een iets veiligere manier om de schouders te trainen dan met een losse stang met gewichten (barbell), waarmee de 'press' wordt uitgevoerd.

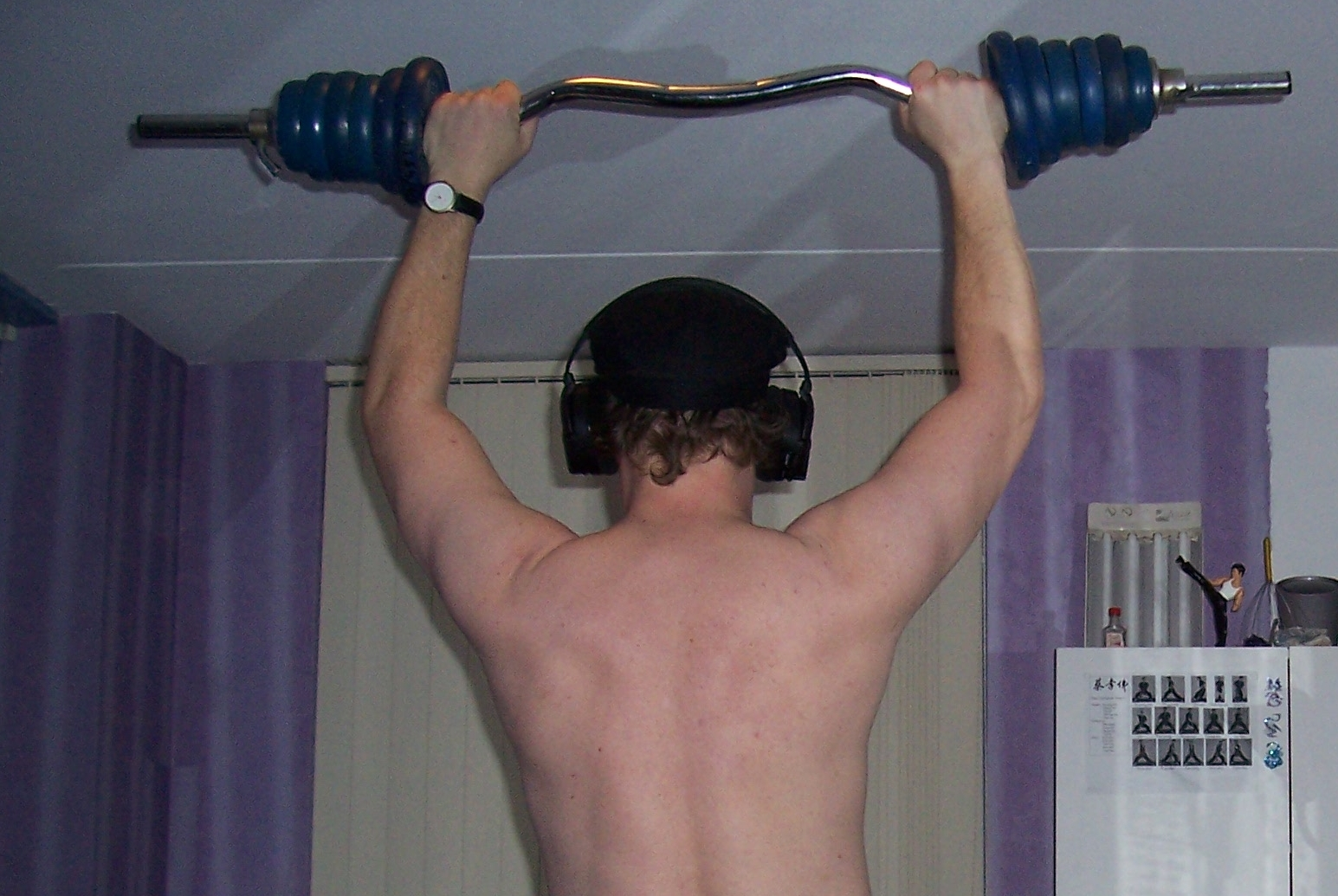
Staande press met ez-bar, armen nog net niet gestrekt.
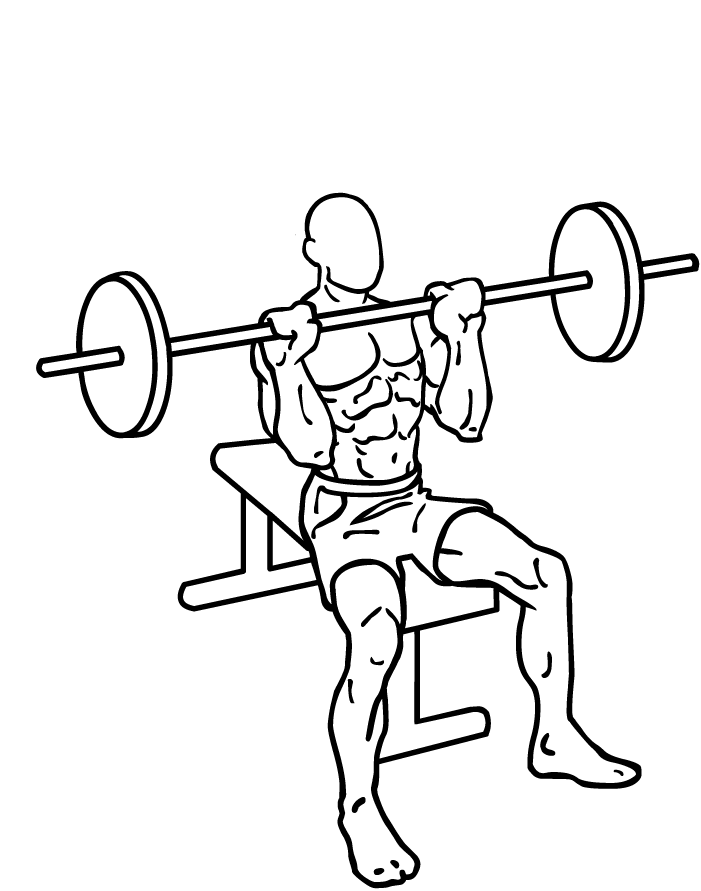
Een Seated Military press, beginhouding.
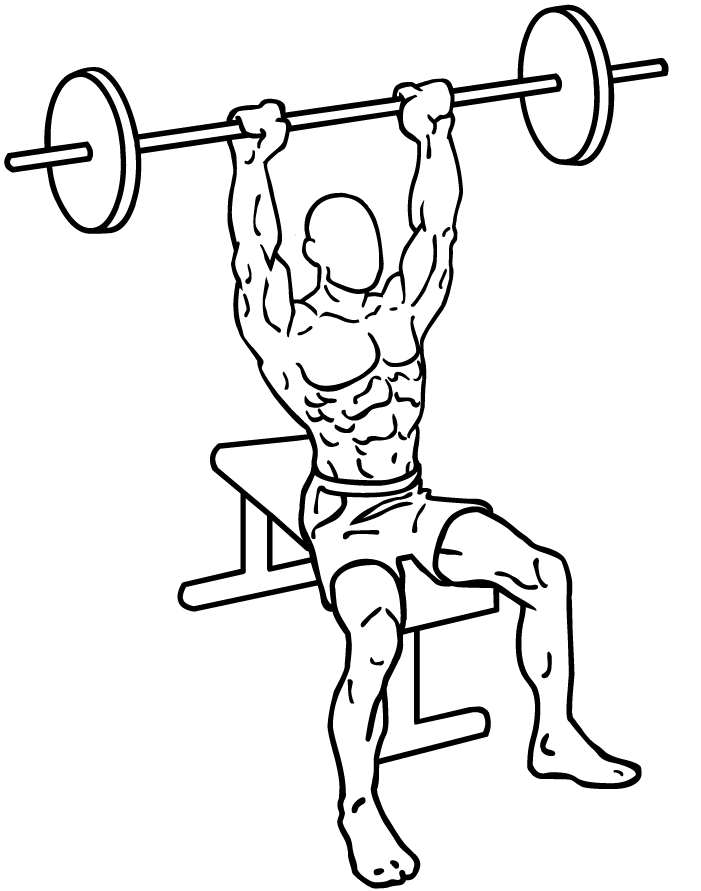
Een Seated Military press, na uitdrukken/uitstoten.
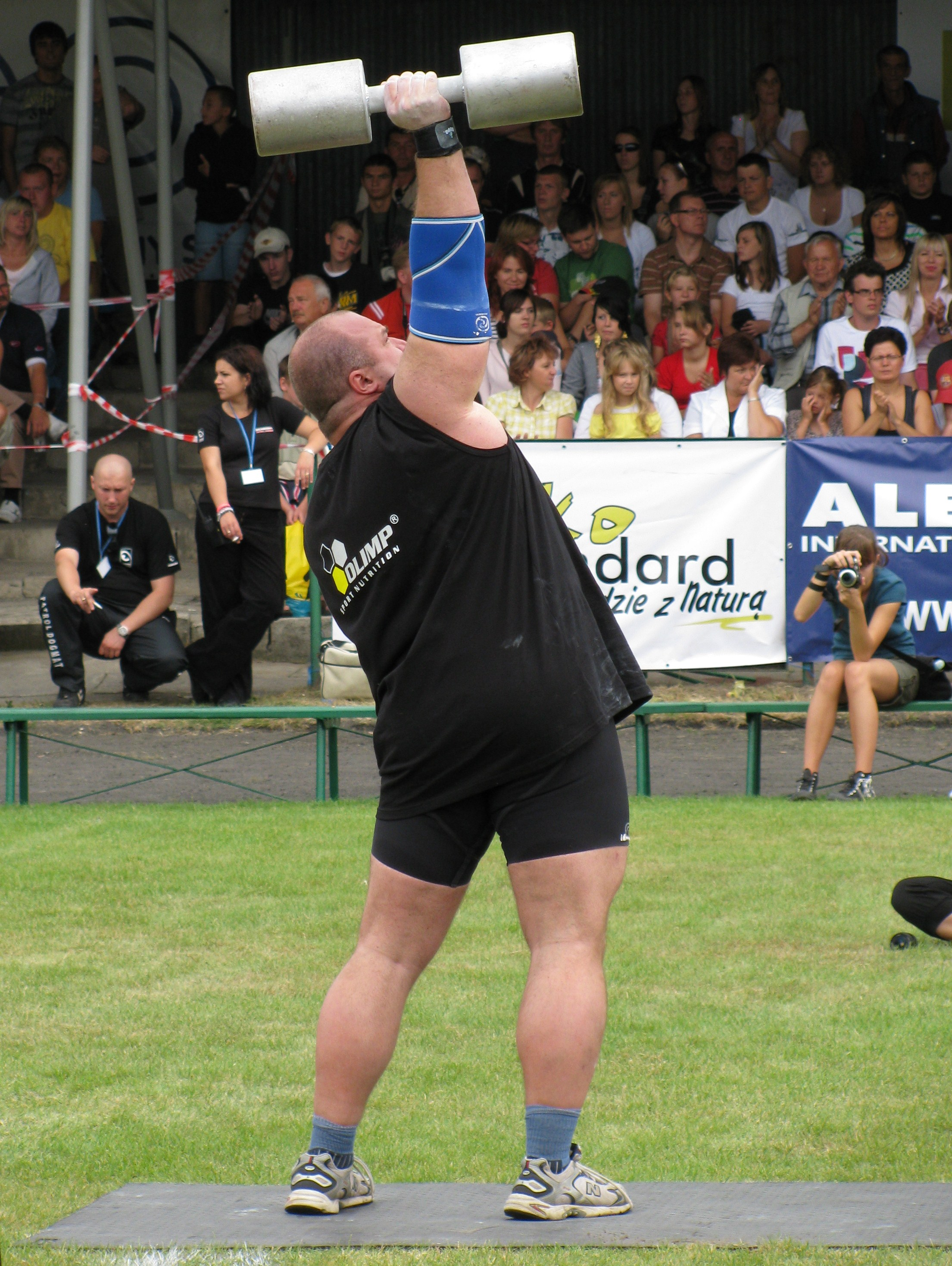
Dumbbell press (met één arm) bij een Sterkste Man-wedstrijd in 2009